# Мартиненко Ніна Антонівна
Мартиненко Ніна Антонівна (нар. 23 липня 1926, м. Полтава — пом. 2011) — українська науковиця, головний науковий співробітник Інституту свинарства імені О. В. Квасницького НААНУ, доктор біологічних наук, лауреатка Державної премії України в галузі науки і техніки, професор.

## Походження та навчання
Народилася Ніна Мартиненко 1926 року у м. Полтаві в родині робітника.
У 1951 році закінчила біологічний факультет Харківського державного університету. У цьому ж році вступила до аспірантури. Також працювала в Інституті фізіології імені О. О. Богомольця Академії Наук Української РСР у м. Київ.

## Трудова діяльність
У 1957 році Ніна Мартиненко була прийнята на посаду старшого викладача Мелітопольського державного педагогічного інституту. Потім у 1963 році переїхала до міста Бровари на Київщині, де почала працювати старшим науковим співробітником Центральної дослідної станції штучного осіменіння сільськогосподарських тварин. Ще через чотири роки (з 1967 р.) у Полтавському науково-дослідному інституті свинарства (нині — Інститут свинарства імені О. В. Квасницького Національної академії аграрних наук України), де й працювала до останніх своїх днів
на посаді головного наукового співробітника.

## Наукова діяльність
Ніною Мартиненко у 1960 році було захищено кандидатську дисертацію «Функциональная симметрия и моторная функция матки свиньи вне периода беременности». Сам захист відбувся на об'єднаній раді відділу біологічних наук Академії наук Української РСР (м. Київ). Наступне десятиліття вчена присвятила підготовці докторської дисертації. За цей час вона написала монографію з питань запобігання ембріональної смертності сільськогосподарських тварин та інші наукові праці. Сам захист дисертації відбувся 1971 року на об'єднаній раді Львівського зооветеринарного інституту. В тому ж році вона одержала звання старшого наукового співробітника.
Напрями наукової діяльності:
- причини і заходи профілактики ембріональної смертності сільськогосподарських тварин
- метод полібаричної стимуляції багатопліддя й великоплідності свиноматок у результаті стійкого посилення матково-плацентарного кровообігу
- розроблення способу нехірургічної (трансцервікальної) трансплантації ембріонів свині (Патент України 28926 А)[3], що не потребує анестезії та фіксації репіцієнта[2].

### Наукові публікації
Ніна Мартиненко авторка близько 150 наукових публікацій, серед яких 15 оригінальних методів досліджень із питань фізіології, цитології та гістології в аспекті стимуляції репродуктивної функції тварин.
- «Двійні у корів» (1965);
- «Ембріональна смертність сільськогосподарських тварин та її попередження» (1971).

Патенти
- Спосіб нехірургічної трансплантації ембріонів свині[3] (2000);
- Спосіб локально фіксованої внутрішньоматкової трансплантації ембріонів свиней[4] (2007);
- Спосіб прогнозування термостресстійкості сперміїв кнура[5] (2010).

## Родина
- Чоловік — Олексій Володимирович Квасницький, український фізіолог, академік.